# 12625 Koopman
12625 Koopman (tên chỉ định: 9578 P-L) là một tiểu hành tinh vành đai chính. Nó được phát hiện bởi Cornelis Johannes van Houten, Ingrid van Houten-Groeneveld, và Tom Gehrels ở Đài thiên văn Palomar ở Quận San Diego, California, ngày 17 tháng 10 năm 1960. Nó được đặt theo tên Elizabetha Koopman, second wife of và assistant to Johannes Hevelius